# Åke Ljungberg
Nils Åke Bertil  Ljungberg, född 2 oktober 1947, är en svensk finansman.
Åke Ljungberg är son till Tage Ljungberg. Han utbildade sig till civilingenjör på Kungliga tekniska högskolan i Stockholm.
Han och hans syster Birgitta Holmström började arbeta i faderns företag Tagehus på 1970-talet. Detta, numera investmentföretaget Tagehus Holding AB, och systerföretaget T Ljungberg BV i Nederländerna är fortfarande i familjen Ljungbergs ägo. Han var bland annat medgrundare av Åre Fjällby i Åre i mitten av 1980-talet. Han bodde från andra hälften av 1980-talet många år i New York. Han ledde familjeföretaget till omkring 1998.
Åke Ljungberg bedömdes 2015 vara en av 156 svenska miljardärer.
Han är far till Johan (född 1972), Jenny och Tom Ljungberg (född 1986).